# Parco nazionale di Masoala
Il Parco nazionale di Masoala è un'area naturale protetta del Madagascar. Si trova nella parte nord-orientale dell'isola, a cavallo tra le province di Antsiranana e Toamasina e fa parte del complesso delle foreste pluviali di Atsinanana, patrimonio dell'umanità dell'UNESCO. 

## Territorio
Il Parco nazionale di Masoala è la più grande area naturale protetta del Madagascar. Oltre all'area del parco propriamente detto, ne fanno parte tre particelle distaccate di foresta litorale ubicate ad Andranoanala (vicino a capo Est), ad Andranomaintina (vicino a Anaovandrano) e a Beankora (vicino a capo Masoala), tre parchi marini a Tampolo, a capo Masoala e a Tanjona, nonché la riserva speciale dell'isola di Nosy Mangabe.
Copre un'area complessiva di oltre 246.000 ettari (235.580 il parco propriamente detto con le tre particelle distaccate, 520 la riserva speciale di Nosy Mangabe e 10.000 i parchi marini).
Si estende dalle bianche spiagge della baia di Antongil sino ai 1224 m s.l.m. e comprende una varietà di ecosistemi che vanno dalla barriera corallina e dalle foreste di mangrovie alla foresta pluviale di media altitudine. Possiede un'eccezionale biodiversità sia floristica che faunistica.

## Flora
La lussureggiante foresta pluviale, che in alcune zone della penisola degrada fino a lambire il mare, ospita oltre 2000 specie vegetali diverse, molte delle quali endemiche. Tra le specie esclusive della penisola vanno ricordate la rara pianta carnivora Nepenthes masoalensis e le palme Voanioala gerardii, Masoala madagascariensis e Marojejya darianii.

## Fauna

### Mammiferi

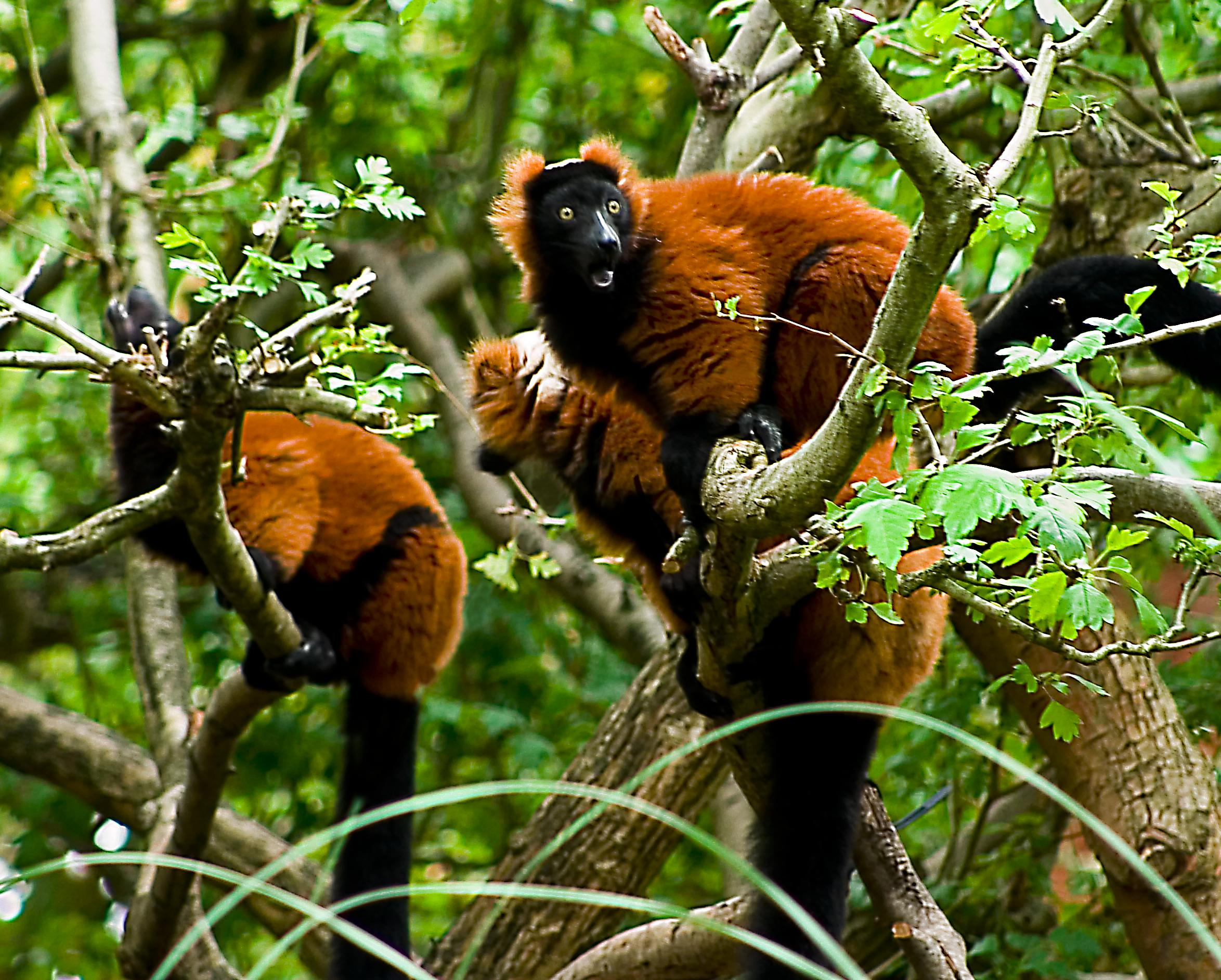
Varecia rubra

Il parco ospita 10 differenti specie di lemuri; oltre al vari rosso (Varecia rubra), al lepilemure di Scott (Lepilemur scottorum) e al lemure lanoso di Moore (Avahi mooreorum), specie endemiche dell'area del parco, sono presenti il lemure dalla fronte bianca (Eulemur albifrons), il chirogaleo dalle orecchie pelose (Allocebus trichotis), l'aye-aye (Daubentonia madagascariensis), il valuvi furcifero (Phaner furcifer), l'apalemure occidentale (Hapalemur occidentalis), il microcebo rosso (Microcebus rufus) e il cheirogaleo bruno (Cheirogaleus major).
Nel parco vivono 7 specie di carnivori: il fossa (Cryptoprocta ferox), il falanouc (Eupleres goudotii), la civetta malgascia (Fossa fossana), la mangusta dalla coda ad anelli (Galidia elegans), la mangusta fasciata (Galidictis fasciata), la mangusta dalla coda marrone (Salanoia concolor) e la piccola civetta indiana (Viverricula indica); 9 specie di roditori, tra cui gli endemici Eliurus minor, Eliurus penicillatus, Eliurus tanala, Eliurus webbi e Nesomys audebertii; 10 specie di Tenrecidae, tra cui Tenrec ecaudatus, Hemicentetes semispinosus, Microgale longicaudata, Microgale talazaci e Setifer setosus; 14 specie di pipistrelli, tra cui il pipistrello dai piedi a ventosa (Myzopoda aurita) e Triaenops menamena. 

Ogni anno, da luglio ai primi di settembre, centinaia di megattere (Megaptera novaeangliae) si radunano nella baia di Antongil nel corso di una lunga migrazione. Le calde acque della baia costituiscono un ambiente ideale per la riproduzione di questi giganteschi mammiferi marini.

### Uccelli
Sono state censite 90 specie di uccelli, molte endemiche del Madagascar e alcune diffuse esclusivamente nel territorio del parco, come l'aquila serpentaria del Madagascar (Eutriorchis astur), il barbagianni del Madagascar (Tyto soumagnei), il cua azzurro (Coua caerulea), il vanga di Bernier (Oriolia bernieri) e il vanga dall'elmo (Euryceros prevostii).

### Rettili

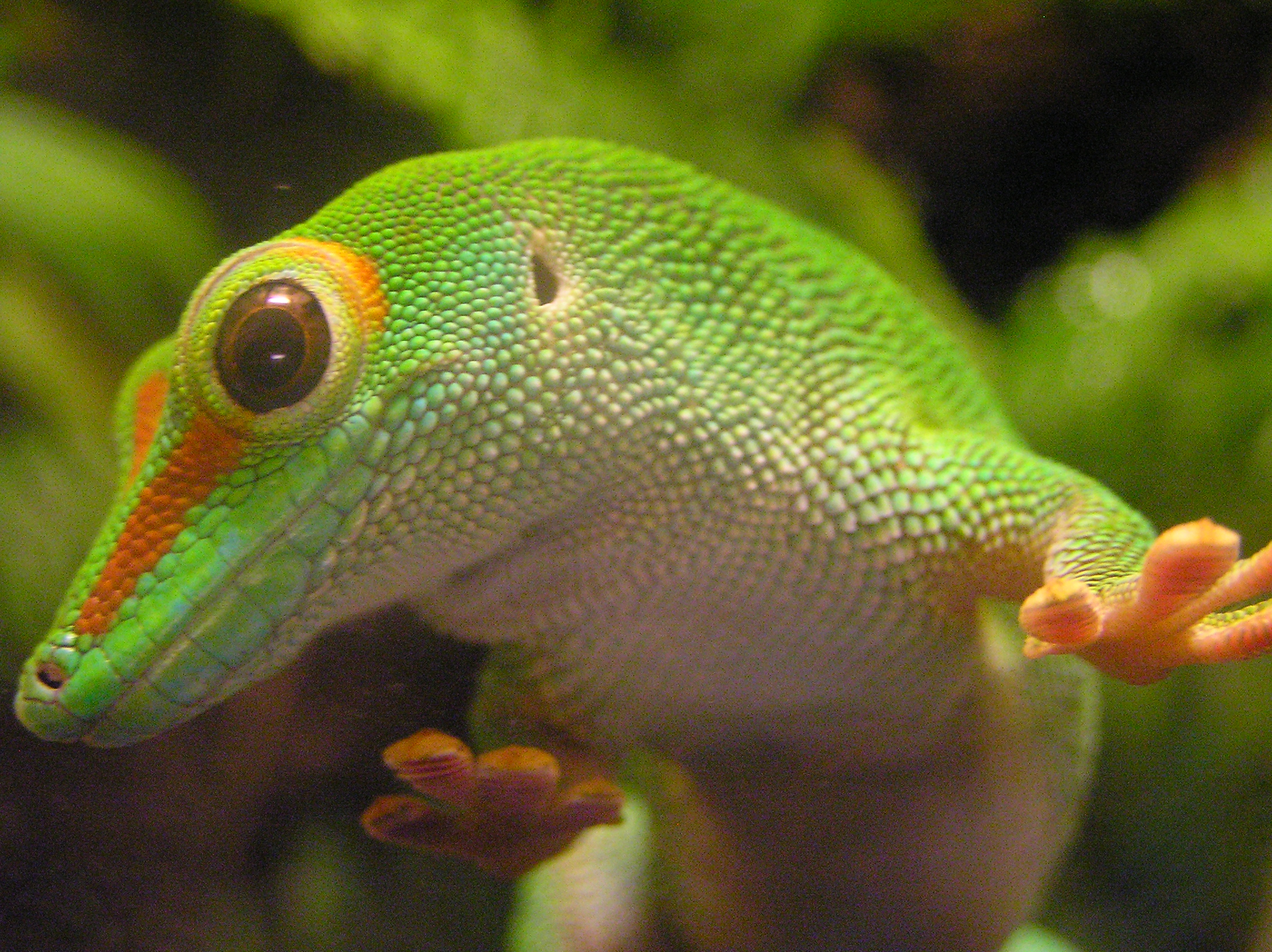
Phelsuma madagascariensis

Nel parco sono presenti oltre 60 specie di rettili, tra cui numerosi serpenti (Colubridae spp., Boidae spp. e altri), 9 specie endemiche di camaleonti, per esempio, le minuscole Brookesia peyrierasi e Brookesia superciliaris, 15 specie di gechi che comprendono il coloratissimo Phelsuma madagascariensis e l'Uroplatus fimbriatus, gli scincomorfi Madascincus minutus e Zonosaurus madagascariensis.
Meritano una menzione le 4 specie di tartarughe marine (Chelonia mydas, Eretmochelys imbricata, Caretta caretta e Lepidochelys olivacea) che popolano le acque della baia di Antongil.

### Anfibi
Le oltre 40 diverse specie di anfibi sono tutte endemiche: Aglyptodactylus madagascariensis, Blommersia angolafa, Boophis albilabris,  Boophis brachychir, Boophis luteus, Boophis madagascariensis, Boophis viridis, Cophyla grandis, Dyscophus antongilii, Heterixalus madagascariensis, Heterixalus punctatus, Heterixalus tricolor, Mantella betsileo, Mantella laevigata, Mantella madagascariensis, Mantidactylus aglavei, Mantidactylus grandidieri, Mantidactylus luteus, Stumpffia psologlossa, ecc.

### Pesci
Le acque del parco ospitano oltre novanta specie di pesci, tra cui numerosi endemismi, come 
Agonostomus telfairii.

### Insetti

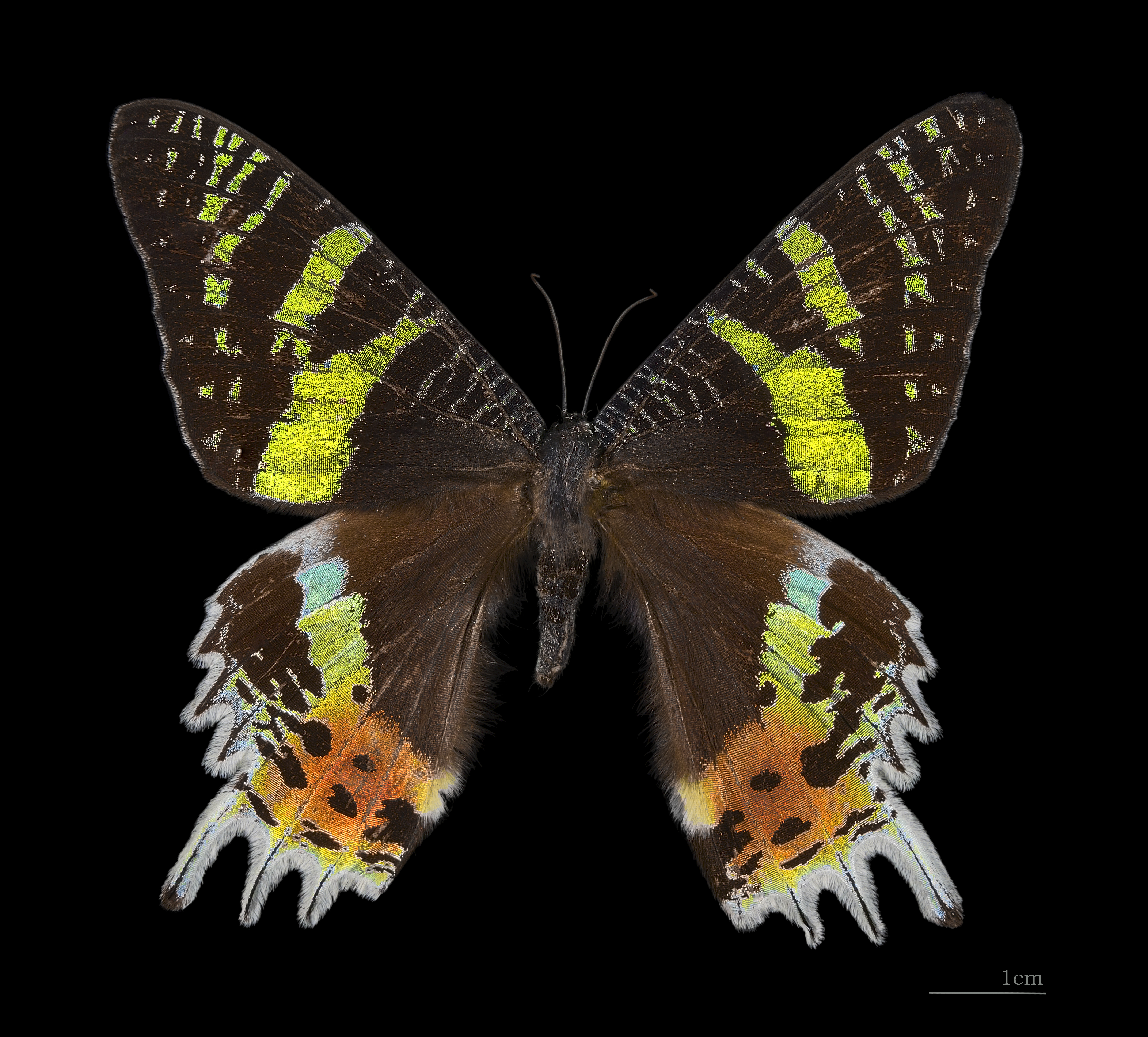
Chrysiridia rhipheus

Ricchissima l'entomofauna, con numerose specie endemiche.
Sono state censite ben 135 specie di farfalle tra cui merita una menzione la coloratissima farfalla notturna Chrysiridia rhipheus.

Si può raggiungere il parco partendo dalle città di Maroantsetra e Antalaha. Da Maroantsetra si possono organizzare anche le visite in barca a motore. Da Antalaha si può arrivare a capo Est via terra utilizzando taxi collettivi giornalieri o in mountain bike. Diversi alberghi della penisola organizzano escursioni al parco, e ci sono anche sei aree di campeggio. I materiali da campeggio si possono noleggiare a Maroantsetra.
Molti villaggi della penisola offrono sistemazioni alberghiere poco costose o bungalow. Antalaha e Maroantsetra dispongono entrambe di una vasta gamma di alloggi, nonché di guide e portatori. Tutti i visitatori devono essere accompagnati da una guida ufficiale del parco. 
Informazioni dettagliate sull'organizzazione delle escursioni sono disponibili presso gli uffici del parco di Maroantsetra e Antalaha.